# Stitt River
Der Stitt River ist ein Fluss im Nordwesten des australischen Bundesstaates Tasmanien.

## Geografie

### Flusslauf
Der 14 Kilometer lange Stitt River entspringt an den Nordosthängen des Gooseneck Hill, ungefähr sieben Kilometer südöstlich von Rosebery, und fließt nach Nordwesten. In Rosebery unterquert er den Murchison Highway und mündet rund ein Kilometer westlich der Stadt in den Lake Pieman und damit in den Pieman River.

### Durchflossene Stauseen
Er durchfließt folgende Seen/Stauseen/Wassertümpel:
- Lake Pieman – 102 m